# Castell de Collfred
El castell de Collfred era un castell del poble de Collfred, al municipi d'Artesa de Segre, declarat bé cultural d'interès nacional.
No queda cap resta visible d'aquest castell.

## Notícies històriques
El castell de Collfred apareix documentat per primera vegada l'any 1131, quan el vescomte Guerau Ponç II de Cabrera el llegà en testament al seu fill Ponç Guerau II. En esdevenir els Cabrera comtes d'Urgell al segle xiii, passà a ser un domini d'aquests comtes. Ferran d'Antequera, després d'aconseguir la corona i d'annexionar-se el patrimoni del comte Jaume d'Urgell, cedí el lloc de Collfred a Francesc de Vilamarí en pagament d'un deute. A principis del segle xvii pertanyia a Francesc de Gilabert i l'any 1632 depenia de Santa Maria de Montserrat.